# Regia Marina
La Regia Marina (en español: «Armada Real») fue la marina militar del Reino de Italia desde su creación en 1861 hasta 1946. Se transformó en la Marina Militare Italiana con la proclamación de la República Italiana. 
Cuando el Reino de Italia fue creado en marzo de 1861 oficialmente, la antigua marina de guerra del Ducado de Saboya fue designada como Regia Marina e integró las pequeñas fuerzas navales de los demás estados italianos como Toscana y los Estados Pontificios. El bautismo de fuego de la Regia Marina aconteció en la batalla de Lissa de 1866, en el trasfondo de la unificación de Italia, donde la flota italiana fue vencida por la flota austríaca.
Después de este desastre, el gobierno italiano logró reformar a la Regia Marina y consiguió que en 1881 se botara a la mar el acorazado Caio Duilio, seguido al año siguiente por el Enrico Dandolo. En 1896 la marina italiana empezó ensayos de telegrafía sin hilos y en 1909 realizó sus primeras maniobras de aviación naval. Durante la guerra ítalo-turca de 1911, la flota italiana dominó las aguas mediterráneas y la marina turca quedó vencida en las únicas dos batallas navales de la contienda.
Al entrar en la II Guerra Mundial en junio de 1940, la Regia Marina era la quinta marina del mundo, por detrás de Estados Unidos, Reino Unido, Japón y Francia. No obstante, este volumen de naves no iba acorde con la modernidad de estas, siendo que por el contrario los mandos navales italianos no tenían una flota apta para desempeñarse en alta mar o en operaciones nocturnas. Pese a ello, el crecido número de unidades de la marina italiana causó que la Armada Real británica británica evitara enfrentarse a la flota italiana durante los primeros meses de la lucha, hasta que la batalla de Tarento puso el combate a favor de los británicos. Al firmarse el armisticio con los aliados en 1943, la marina se utilizó para la resistencia contra las tropas alemanas.

## Historia

### Orígenes

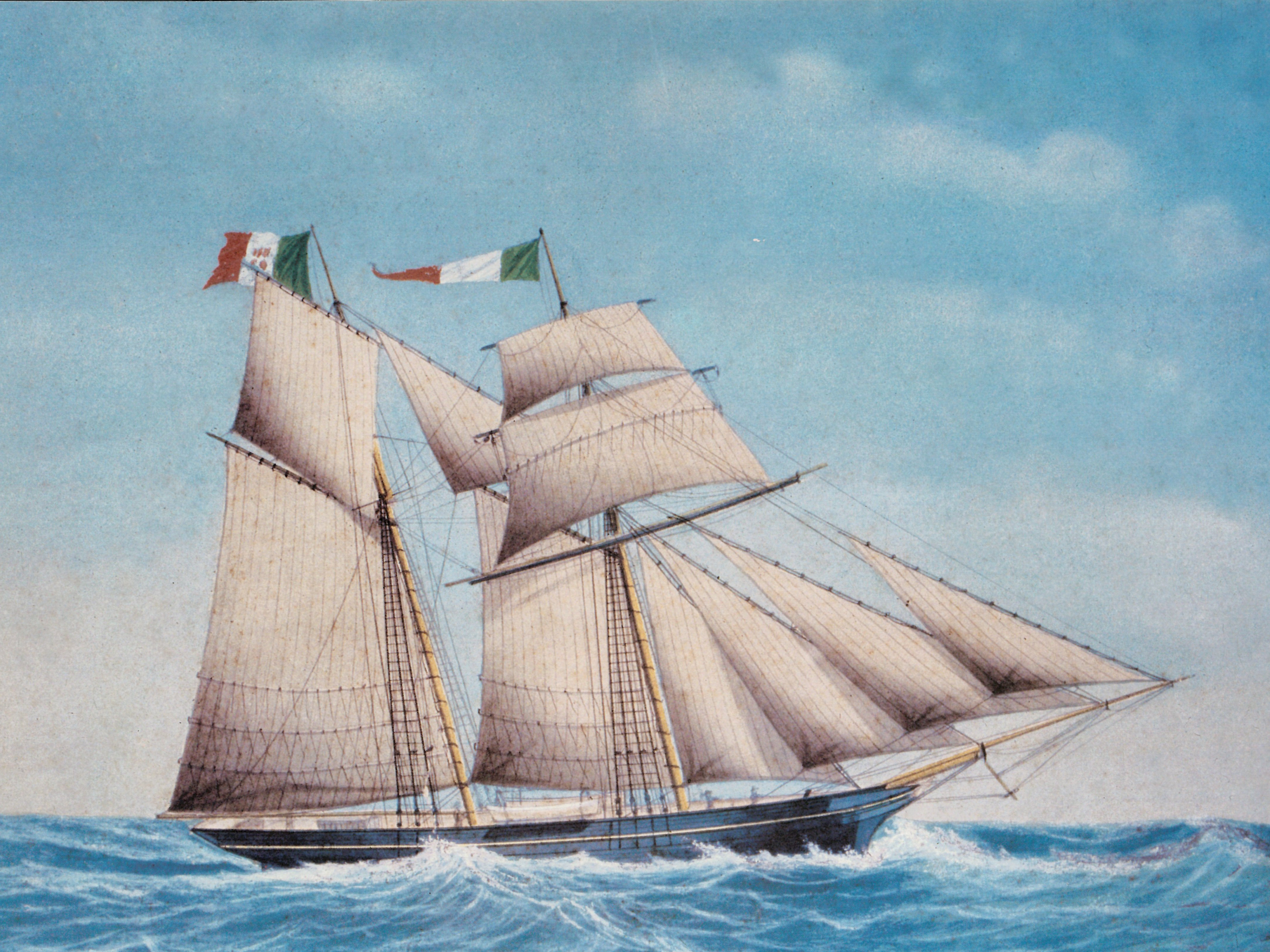
Goleta Argo en 1865.

La Regia Marina fue establecida el 17 de marzo de 1861 tras la proclamación del Reino de Italia. Así como el Reino fue una unificación de varios estados en la península italiana, la Regia Marina se formó a partir de las marinas de esos estados, aunque los principales constituyentes fueron las armadas de los antiguos reinos de Cerdeña y Nápoles. La nueva Armada heredó una gran cantidad de barcos, tanto a vela como a vapor, y las largas tradiciones navales de sus anteriores estados, especialmente los de Cerdeña y Nápoles, pero también sufrió algunas desventajas importantes.
En primer lugar, adolecía de una falta de uniformidad y cohesión; la Regia Marina era una mezcla heterogénea de equipos, normas y prácticas, e incluso vio hostilidad entre los oficiales de las diversas armadas anteriores. Estos problemas se vieron agravados por la continuación de las escuelas de oficiales separadas en Génova y Nápoles, y no se abordaron por completo hasta la apertura de una Academia Naval unificada en Livorno en 1881.
En segundo lugar, la unificación se produjo durante un período de rápidos avances en tecnología y táctica navales, como se caracterizó por la botadura del buque blindado  La Gloire por Francia en 1858, y más tarde por la aparición y batalla entre el USS Monitor y el CSS Virginia en 1862. Estas innovaciones convirtieron rápidamente los buques de guerra de madera en obsoletos. Italia no poseía los astilleros o la infraestructura para construir los barcos modernos necesarios, pero el entonces ministro de Marina, el almirante Carlo di Persano, lanzó un programa sustancial para comprar buques de guerra en astilleros extranjeros.

### Tercera guerra de la independencia italiana

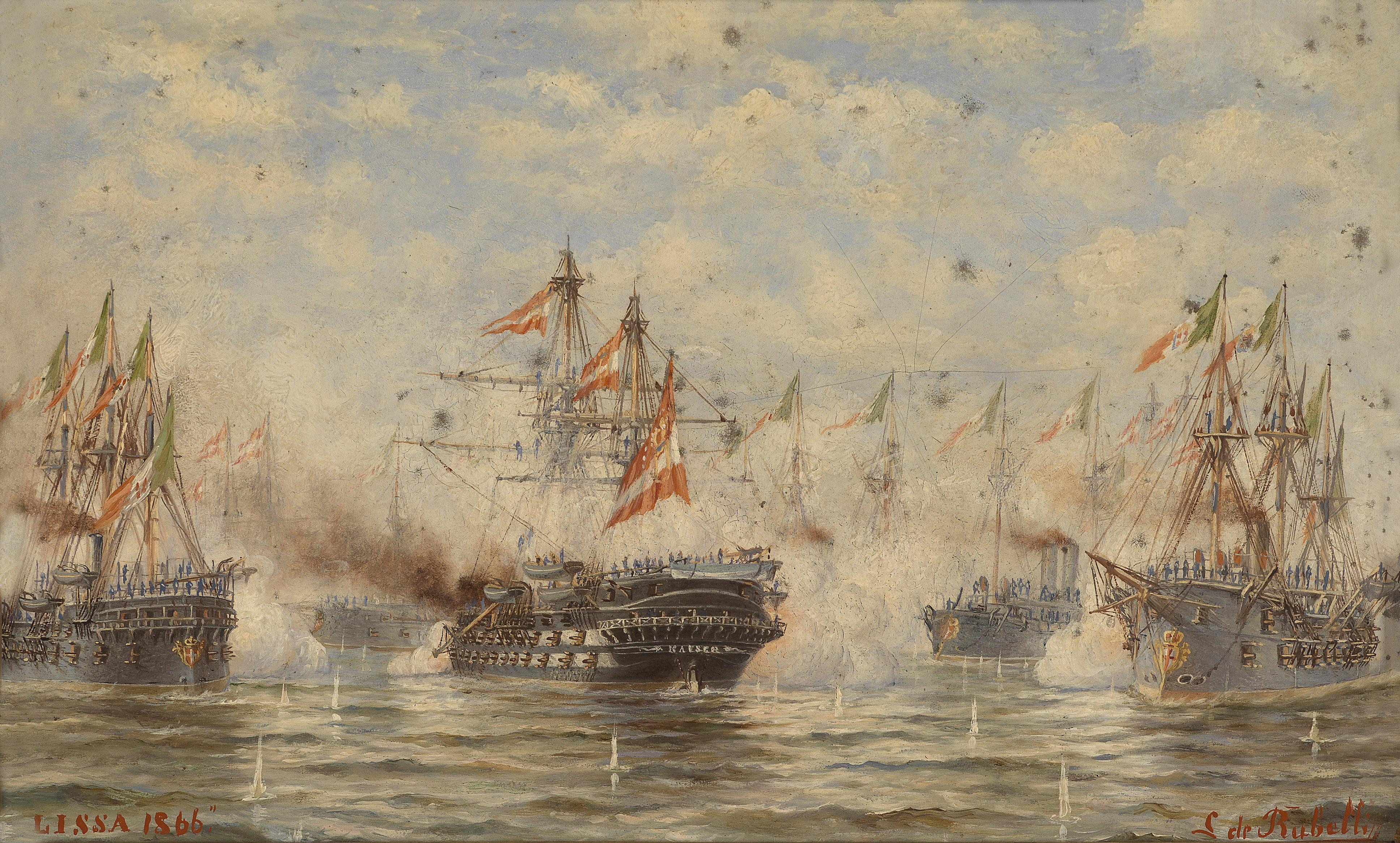
Batalla de Lissa.

El bautismo de fuego de la nueva armada se produjo el 20 de julio de 1866 en la batalla de Lissa durante la tercera guerra de Independencia italiana (paralela a la guerra de las Siete Semanas ). La batalla se libró contra el Imperio austriaco y ocurrió cerca de la isla de Vis en el mar Adriático. Esta fue una de las pocas acciones de la flota del siglo XIX, y fue la primera gran batalla marítima europea en la que participaron barcos que usaban hierro y vapor, y una de las últimas en involucrar grandes buques de madera y acciones de embestidas deliberadas para espolonear a los buques enemigos.

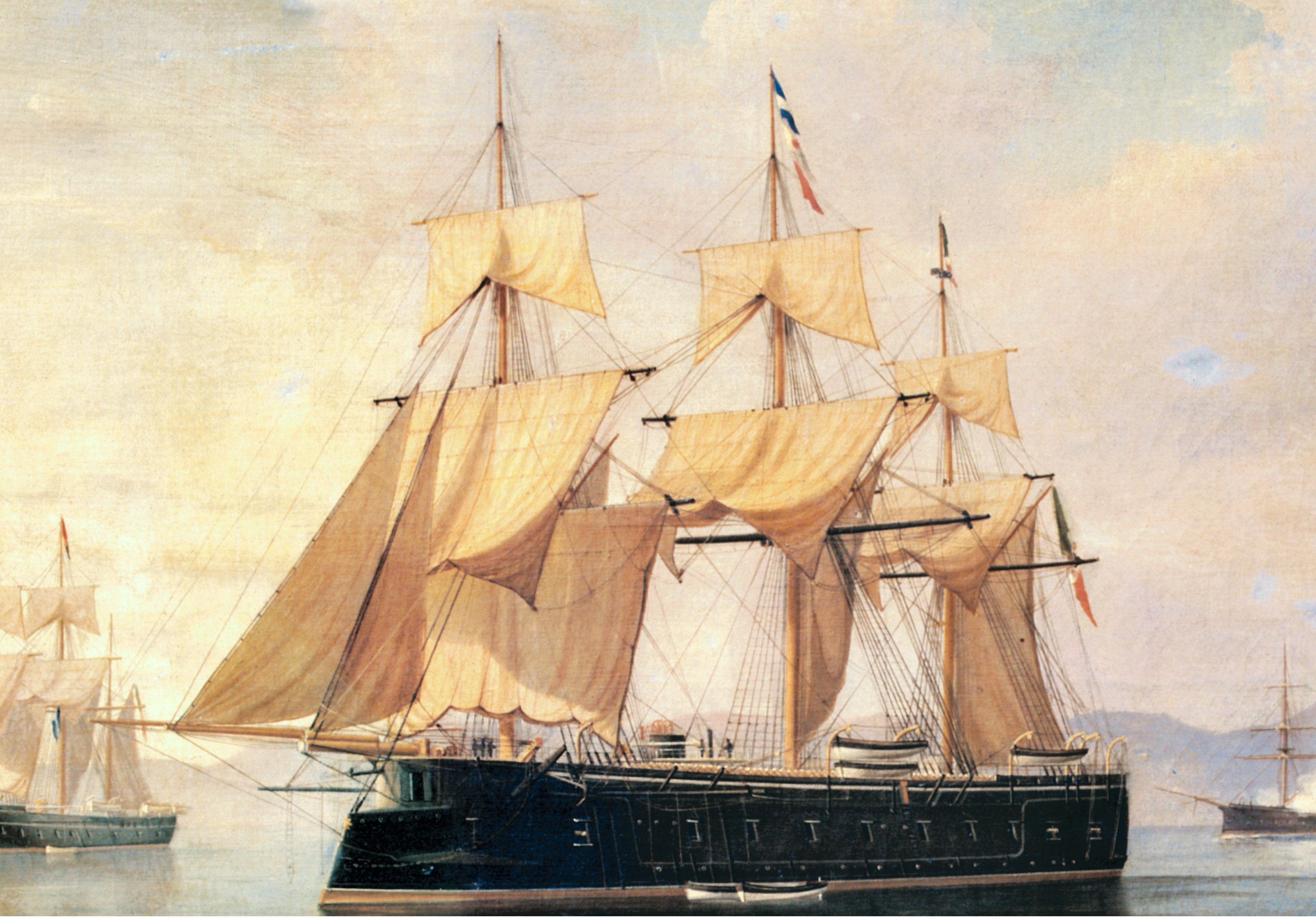
Fragata de vapor Principe Amedeo, 1872.

La flota italiana, comandada por el almirante Persano, reunió 12 blindados y 17 barcos de casco de madera. A pesar de una marcada desventaja en cuanto a cantidad y equipamiento, el manejo superior de los austriacos bajo el almirante Wilhelm von Tegetthoff resultó en una severa derrota para Italia, que perdió dos barcos blindados y 640 hombres.

### Disminución y resurgimiento
Después de la guerra, la Regia Marina pasó por algunos años difíciles ya que el presupuesto naval se redujo sustancialmente, lo que perjudicó la eficiencia de la flota y el ritmo de las nuevas construcciones; solo en la década de 1870, bajo el ministerio de Simone Pacoret de Saint Bon, la situación comenzó a mejorar. En 1881, se encargó el acorazado Caio Duilio, seguido en 1882 por el acorazado Enrico Dandolo; en ese momento, estos eran los buques de guerra más poderosos del mundo y señalaban el renovado poder de la flota italiana. En 1896, la corbeta Magenta completó una circunnavegación del mundo. Al año siguiente, la Regia Marina realizó experimentos con Guglielmo Marconi en el uso de las comunicaciones de radio. 1909 vio el primer uso de aviones con la flota. Un oficial de la marina italiana, Vittorio Cuniberti, fue el primero en 1903 en imaginar en un artículo publicado el diseño de acorazado monocalibre, que más tarde se conocerían como dreadnought.

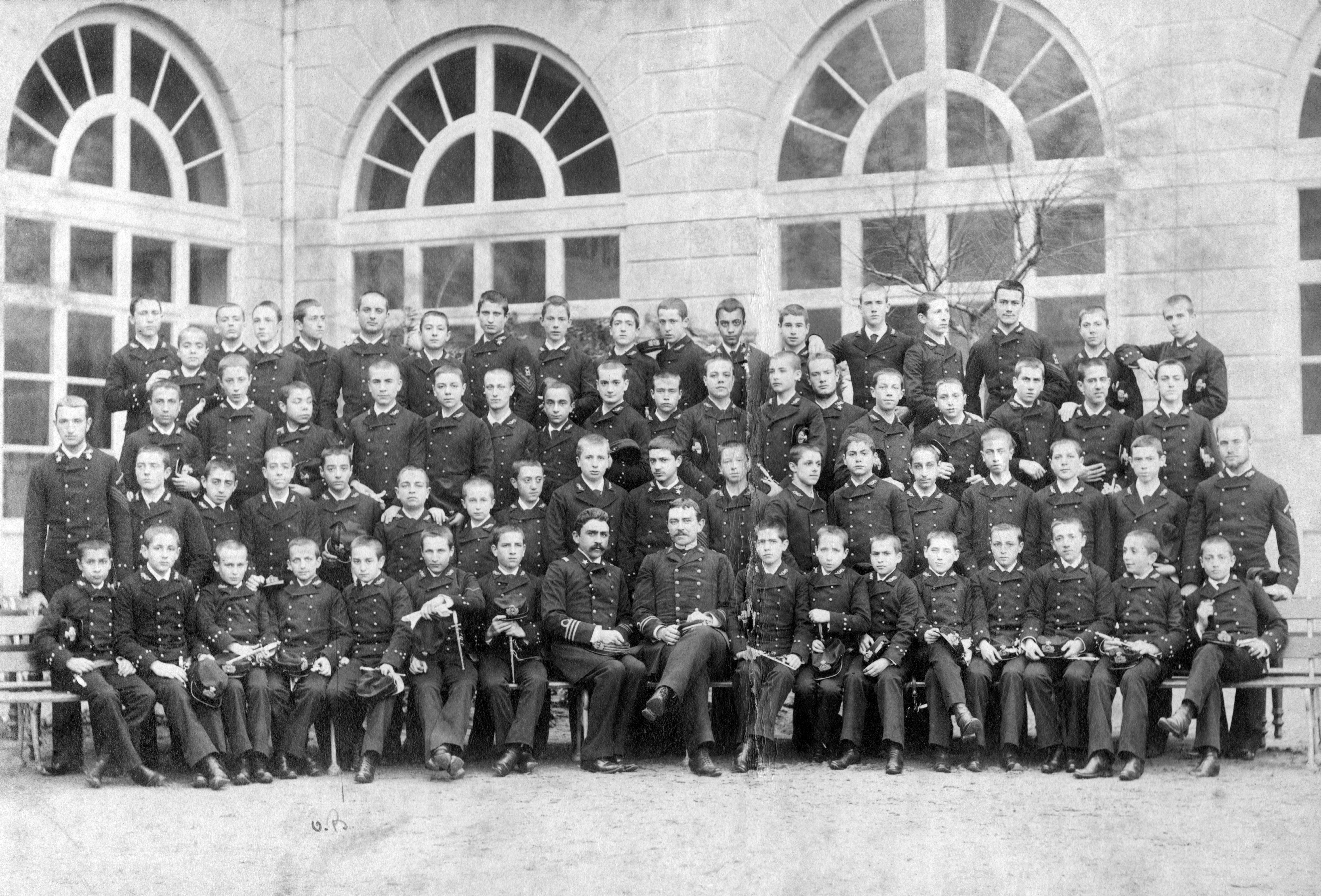
Una foto de un curso en la Academia Naval de Livorno que data de alrededor de 1890.

### Guerra italo-turca

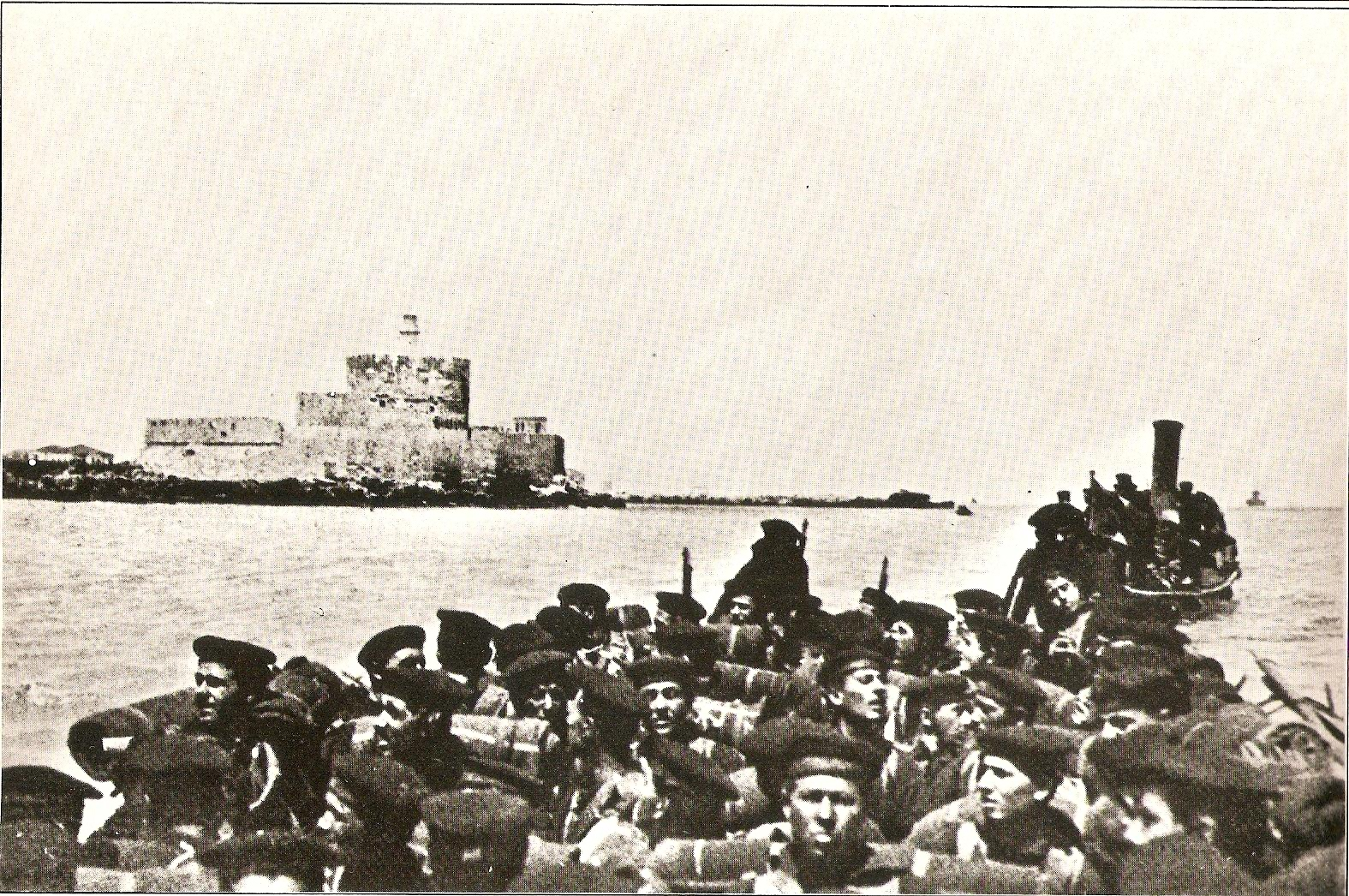
Marinos italianos desembarcan en Trípoli durante la guerra italo-turca.

En 1911 y 1912, la Regia Marina estuvo involucrada en la guerra italo-turca contra las fuerzas del Imperio Otomano. Como la mayoría de la flota otomana se mantuvo detrás de la relativa seguridad de los Dardanelos, los italianos dominaron el Mediterráneo durante el conflicto al ganar victorias contra unidades ligeras otomanas en la Batalla de Prevenza y la batalla de Beirut. En el Mar Rojo, las fuerzas italianas eran muy superiores a las de los otomanos, que solo poseían un escuadrón de cañoneras allí. Estas fueron destruidas cuando intentaban retirarse al Mediterráneo en la batalla de la Bahía de Kunfuda.

### Primera Guerra Mundial

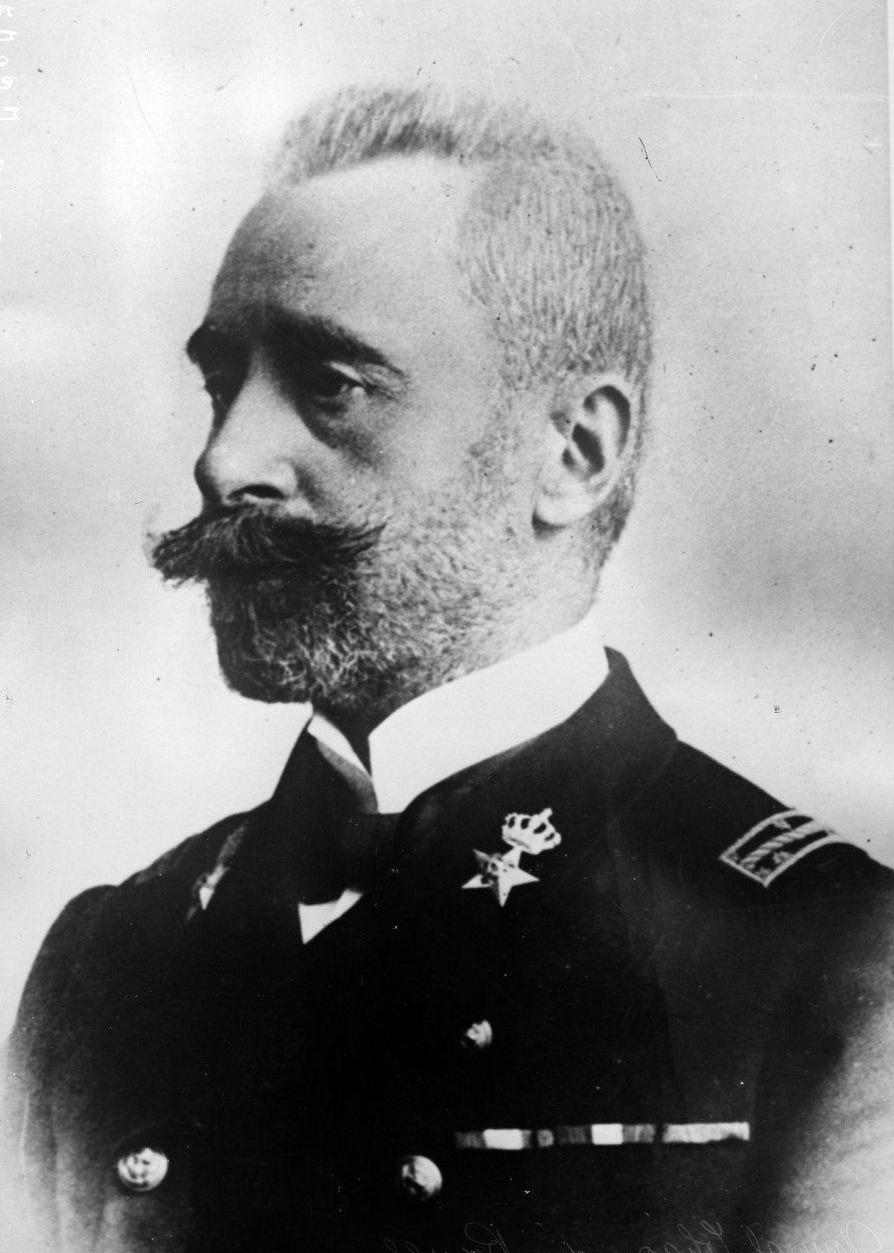
Paolo Thaon di Revel, jefe del estado mayor de la marina.

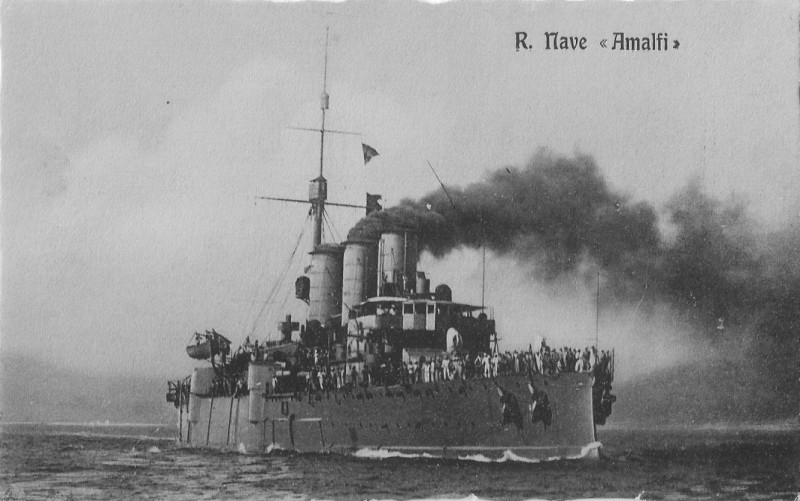
El crucero Amalfi navegando 1915.

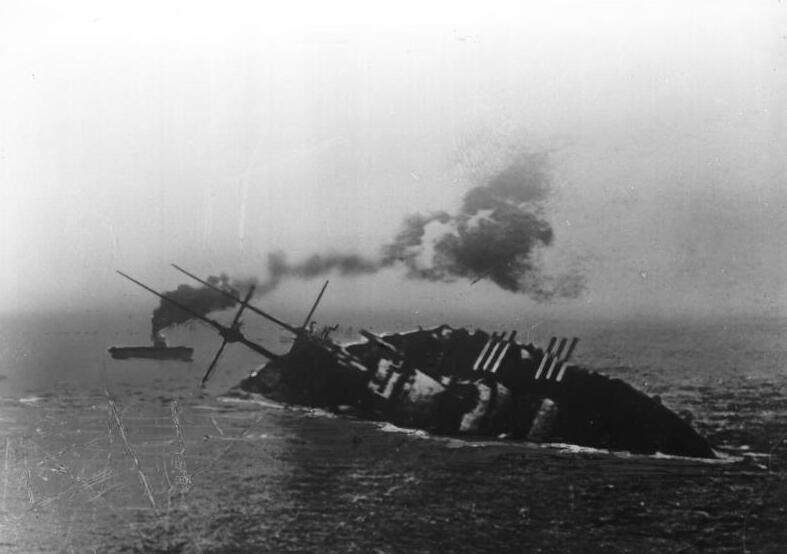
El hundimiento del acorazado austrohúngaro SMS Szent István.

Antes de 1914, el Reino de Italia construyó seis dreadnought acorazados: (Dante Alighieri como prototipo, Giulio Cesare, Conte di Cavour y Leonardo da Vinci de la clase Conte di Cavour, y Andrea Doria y Caio Duilio de la clase Andrea Doria), pero no participaron en acciones navales importantes en la Primera Guerra Mundial, ya que estaban en posición de interceptar una gran salida de la Armada austro-húngara, cosa que nunca llegó a suceder.
Durante la guerra, la Regia Marina puso sus mayores esfuerzos en el mar Adriático, luchando contra la Armada austrohúngara. La Campaña Adriática resultante de la Primera Guerra Mundial consistió principalmente en bombardeos costeros austrohúngaros de la costa adriática de Italia, y una guerra submarina alemana / austrohúngara de mayor alcance en el Mediterráneo. Las fuerzas aliadas se limitaron principalmente a bloquear las marinas alemanas / austro-húngaras en el Adriático, tuvieron éxito en lo que respecta a unidades de superficie, pero fracasaron con los submarinos, que encontraron puertos seguros y de fácil entrada y salida del área durante todo el año.
Durante la mayor parte de la guerra, las armadas italiana y austrohúngara mantuvieron una vigilancia relativamente pasiva de sus adversarios. La flota italiana perdió el acorazado pre-dreadnought Benedetto Brin en Brindisi (27 de septiembre de 1915) y el dreadnought Leonardo da Vinci en Tarento (2 de agosto de 1916) debido a una explosión de la revista (aunque hubo rumores de sabotaje austríaco). En la última parte de la guerra, la Regia Marina desarrolló nuevas armas: los barcos MAS, que hundieron el acorazado austrohúngaro SMS Szent István en el mar Adriático el 10 de junio de 1918; y un tipo temprano de torpedo humano (Mignatta) entró en el puerto de Pula y hundió el buque insignia Austro-Húngaro SMS Viribus Unitis el 1 de noviembre de 1918, poco después de que toda la Armada austrohúngara fuera entregada al recién fundado Estado neutral de eslovenos, croatas y serbios. El acorazado SMS Tegetthoff (gemelo de los dos primeros) fue entregado a Italia como botín de guerra en 1919.

### Periodo de entreguerras

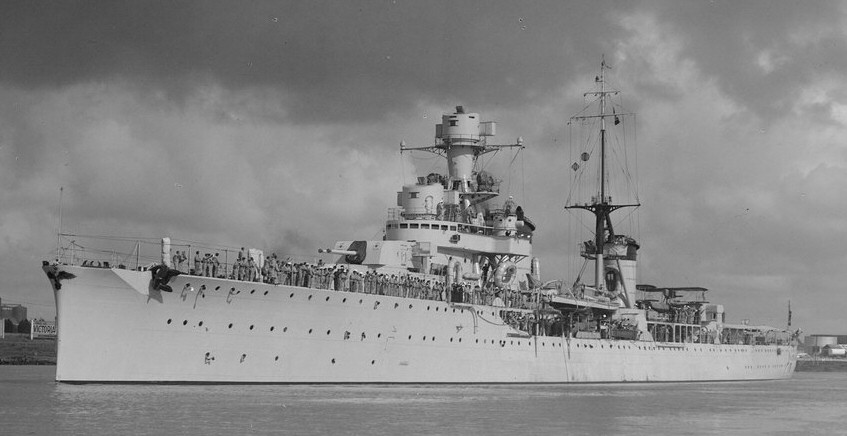
El crucero Armando Díaz, de la clase Condottieri durante una visita a Australia en 1934 o 1935.

Durante los años de entreguerras, el gobierno italiano se propuso modernizar la Regia Marina de una manera que le permitiera alcanzar el dominio sobre el mar Mediterráneo. La construcción naval italiana fue limitada por la Conferencia Naval de Washington. El tratado de 1922 requería una paridad en las fuerzas navales entre las armadas italiana y francesa, con igualdad en el desplazamiento total en acorazados y portaaviones. El tratado influyó en el desarrollo de la flota italiana a lo largo de los años entre las dos guerras mundiales. Entre finales de los años veinte y principios de los años treinta, comenzó un programa de construcción, enfocándose primero en cruceros de hasta 10 000 toneladas, seguido de la construcción de destructores y submarinos, y finalmente la construcción de nuevos acorazados clase Littorio; planes también se pusieron en marcha para modernizar los acorazados clase Conte di Cavour y la clase Andrea Doria. Gran parte de estas nuevas unidades navales fueron respuestas a las construcciones navales francesas, ya que la marina gala fue vista hasta mediados de la década de 1930 como el enemigo más probable en un conflicto hipotético.
La Regia Marina decidió construir buques rápidos armados con cañones de mayor alcance para dar a las embarcaciones italianas la capacidad de minimizar el contacto cercano con los buques de la Armada Real británica, cuyos equipos tenían más experiencia. En teoría, esto les permitiría atacar o romper el contacto a su propia elección, y les permitiría impactar al enemigo cuando este aún no podía devolver el golpe. Se desarrollaron nuevos cañones con un mayor alcance que sus contrapartes británicas de calibre similar. La velocidad se enfatizó en las nuevas construcciones. Los cruceros italianos construidos en la década de 1920, como el Giovanni dalle Bande Nere fueron construidos con un blindaje relativamente delgado y de nuevo diseño. Esto tendría un papel decisivo en una serie de batallas navales, incluida la batalla de Cabo Spada. Clases posteriores, como las clases Zara y Montecuccoli, se construyeron con un diseño más equilibrado con un blindaje más grueso.
El trabajo de modernización de los cuatro acorazados de la Gran Guerra se convirtió en un importante proyecto de reconstrucción, quedando solo el 40 % de las estructuras originales. Las armas de la nave fueron mejoradas en armamento principal, pasando de 13 cañones de 305 mm a 10 cañones de 320 mm. La torreta central y la torre central de la nave fueron eliminadas. Para aumentar la velocidad, las calderas de carbón fueron reemplazadas por calderas de petróleo modernas y se agregaron diez metros a la longitud del buque para mejorar el coeficiente de finura. Aunque las naves fueron mejoradas, todavía no estaban a la altura de los acorazados clase Queen Elizabeth y los cruceros de batalla clase Renown, que portaban cañones más grandes y blindajes más pesados.
Aunque las universidades italianas y los laboratorios militares estaban llevando a cabo investigaciones científicas sobre rastreos como el radar y el sonar por parte de hombres como Ugo Tiberio y Guglielmo Marconi, el liderazgo conservador italiano tenía poco interés en estas nuevas tecnologías y no las utilizaba para mejorar la efectividad de los buques italianos. Esto se debió principalmente a la influencia del almirante Domenico Cavagnari, a quien Mussolini designó como jefe de Estado Mayor de la Armada en 1933, y a quien luego ascendió a secretario de la Marina. Del mismo modo, no se incorporaron los avances tecnológicos en los buscadores de rango de radio y los dispositivos de control de artillería para el combate nocturno. Por lo tanto, la marina italiana entró en la Segunda Guerra Mundial con una marcada inferioridad técnica con respecto a la marina británica. El general alemán Albert Kesselring, comandante en jefe de las fuerzas del Eje en el Mediterráneo, observó que la armada italiana era una fuerza "de buen tiempo", incapaz de operar eficazmente de noche o en mar gruesa.

#### Guerra ítalo-etíope
La Regia Marina jugó un papel limitado en la invasión de Etiopía. Mientras que el Imperio Etíope quedó sin salida al mar, la armada fue instrumental en la entrega y el suministro de las fuerzas de invasión a través de los puertos de Somalia y Eritrea.

#### Guerra civil española
En el momento de la intervención italiana en la guerra civil española, la Regia Marina envió unidades navales en apoyo del Cuerpo Italiano de Tropas Voluntarias (Corpo Truppe Volontarie). Aproximadamente 58 submarinos italianos participaron en operaciones contra las fuerzas navales republicanas de España. Estos submarinos se organizaron en una Legión Submarina y complementaron las operaciones de submarinos alemanes como parte de la operación Úrsula. El 22 de noviembre de 1936, el Miguel de Cervantes fue alcanzado por torpedos disparados por el submarino legionario italiano Torricelli cuando se encontraba anclado frente al puerto de Cartagena. Al menos dos cargueros republicanos, uno soviético y otro panameño fueron hundidos o forzados a encallar por los destructores italianos cerca del Estrecho de Sicilia. Dos cruceros ligeros participaron en el bombardeo de Barcelona y Valencia en 1937, lo que provocó la muerte de más de 30 civiles.

#### Ocupación de Albania
En 1939, la Regia Marina apoyó la invasión de Albania. Todas las fuerzas de tierra involucradas en la invasión tuvieron que cruzar el mar Adriático desde la parte continental de Italia y la travesía se llevó a cabo sin incidentes.

### Segunda Guerra Mundial

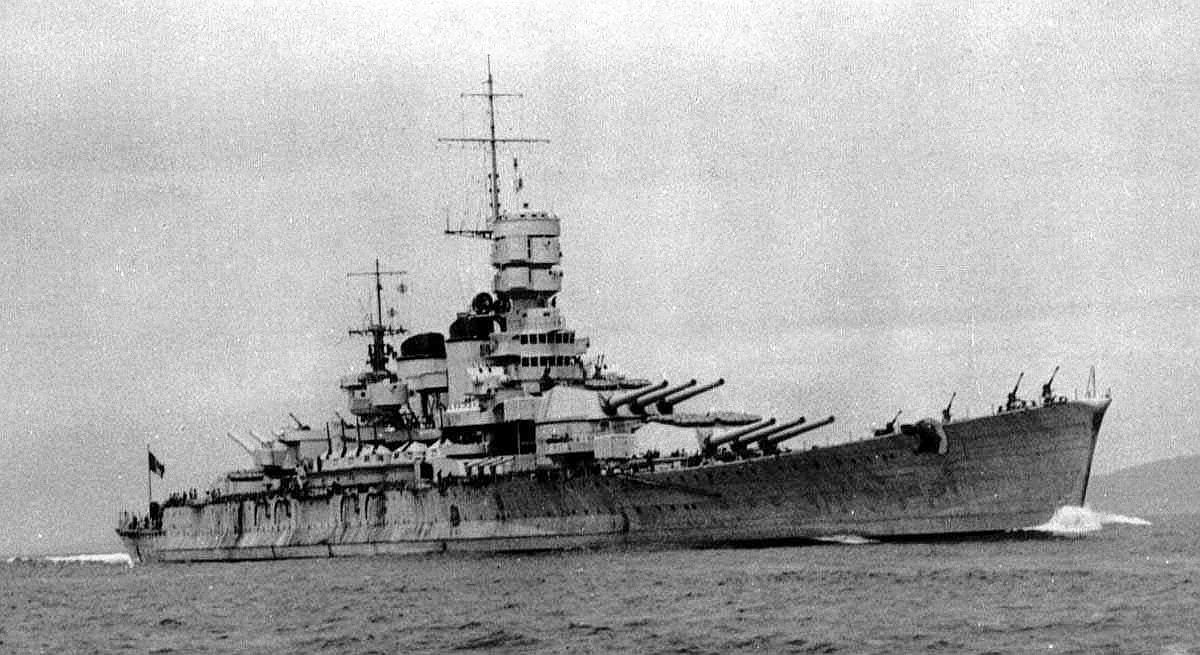
Acorazado Roma en 1940.

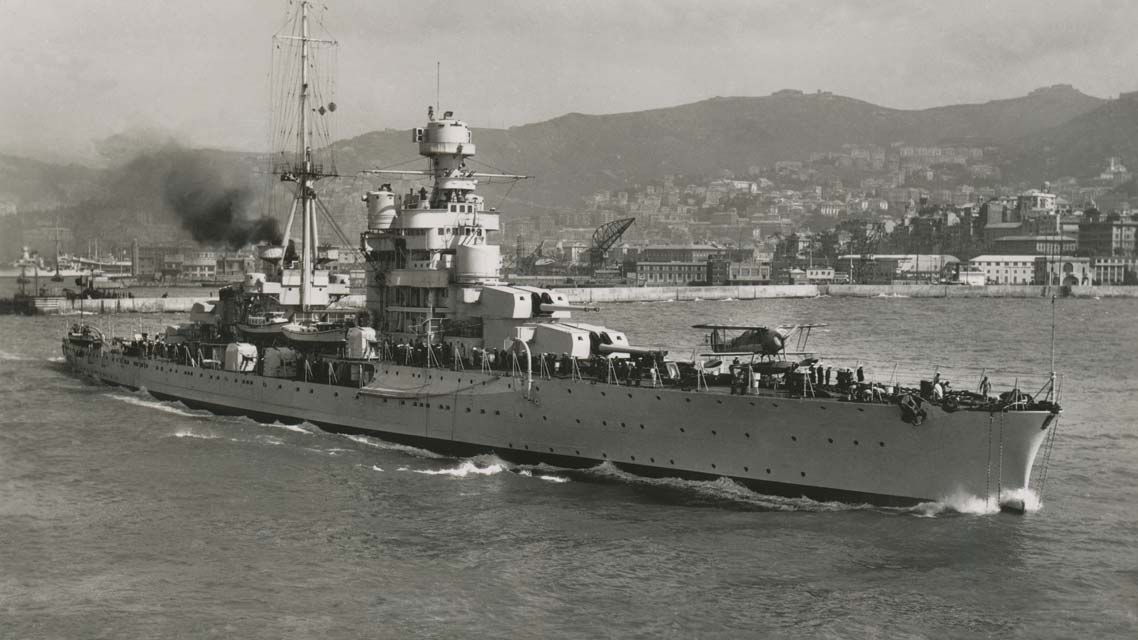
Crucero Zara

El 10 de junio de 1940, después de la invasión alemana de Francia y Países Bajos, el Reino de Italia declaró la guerra a Francia y al Reino Unido y entró en la Segunda Guerra Mundial. Italia entró en guerra con la cuarta armada más grande del mundo. El dictador italiano Benito Mussolini vio el control del mar Mediterráneo como un requisito previo esencial para ampliar su "nuevo imperio romano" en Niza, Córcega, Túnez y los Balcanes. Mussolini describió el Mediterráneo como "Mare Nostrum" (Nuestro Mar).

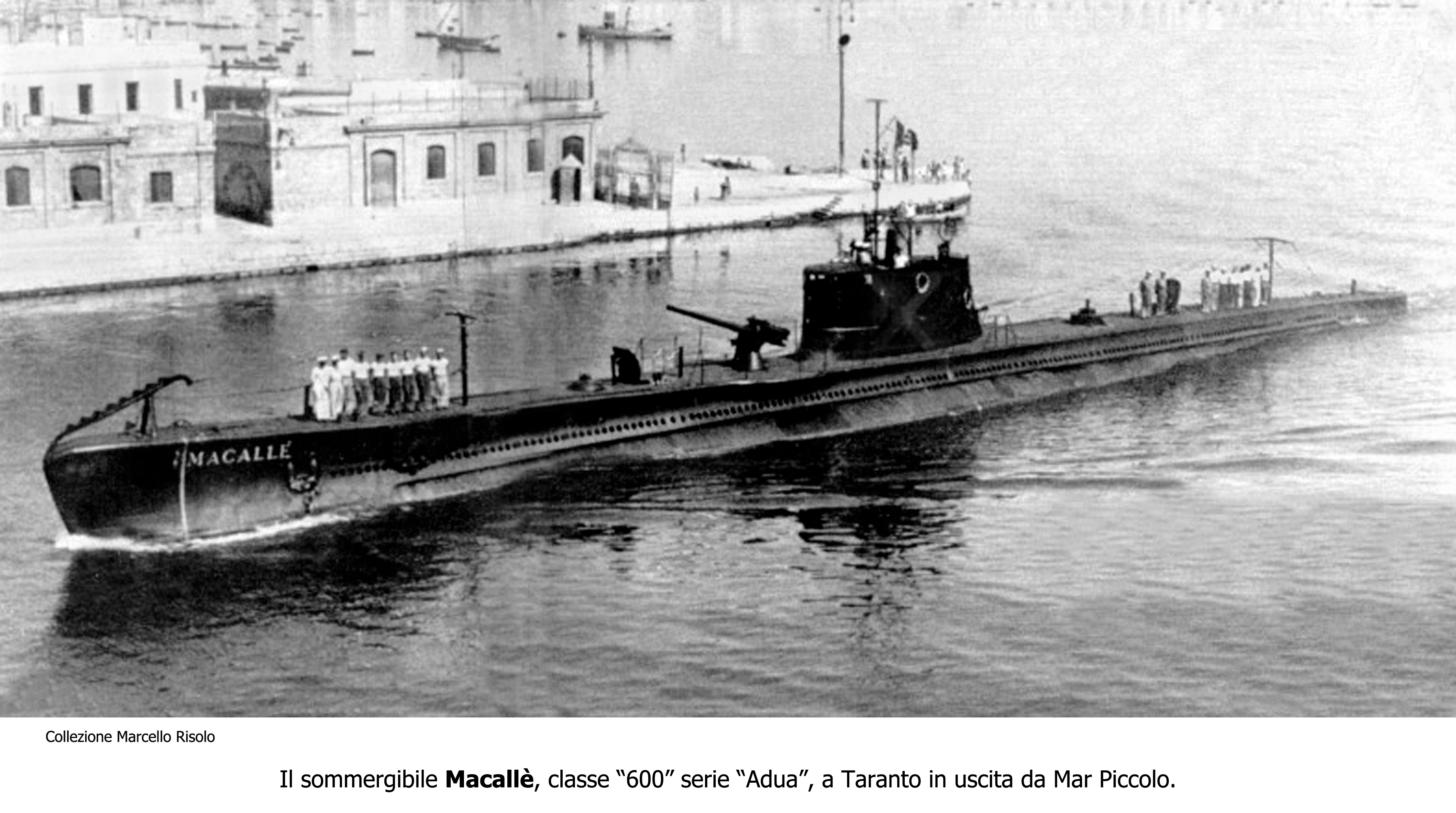
Submarino Macalle en Tarento.

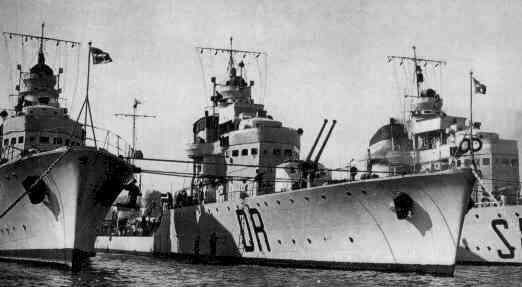
Destructores italianos Strale, Dardo y Saetta en base.

Antes de la declaración de guerra, las fuerzas terrestres y aéreas italianas se preparaban para atacar a las derrotadas fuerzas francesas al otro lado de la frontera en la invasión italiana de Francia. Por el contrario, la Regia Marina se preparó para asegurar las líneas de comunicación entre Italia, Libia y las colonias del este de África. El Alto mando italiano (Comando Supremo) no aprobó el plan ideado por el Cuartel General Naval italiano (Supermarina) para ocupar una Malta débilmente defendida, cosa que resultó ser un error crucial. Los británicos, pensando que Malta no podía defenderse debido a la proximidad de las bases aéreas italianas en Italia, Sicilia y Libia, habían puesto poco esfuerzo en reforzar las defensas de la isla. Por lo tanto, al comienzo de la guerra solo había 42 cañones antiaéreos en la isla y doce Gloster Sea Gladiators, medio embalados en cajas en el muelle.
Al entrar en guerra, la Regia Marina estaba operando bajo una serie de limitaciones. Aunque se dispuso de activos importantes para desafiar a la Armada Real británica por el control del Mediterráneo, se había hecho poco hincapié en la incorporación de avances tecnológicos como el radar y el sonar. Esto significaba que en enfrentamientos nocturnos o mal tiempo, los barcos italianos no podían detectar el acercamiento de sus adversarios británicos. Cuando están contactados, solo podían alinear sus armas si eran capaces de localizar visualmente sus objetivos.
La Regia Marina tenía seis acorazados con los cuales podía competir por el control del Mediterráneo, los cuatro más modernos estaban siendo reajustados al estallar la guerra. Además de las seis naves capitales, los italianos tenían 19 cruceros, 59 destructores, 67 lanchas torpederas y 116 submarinos. Aunque la Regia Marina tenía varios cruceros nuevos y rápidos con un buen alcance en su artillería, las clases más antiguas eran de construcción ligera y tenían una armadura defensiva inadecuada. Numéricamente, la flota italiana era formidable, pero había una gran cantidad de buques viejos, y el servicio sufría en general de la falta de tiempo en el mar para el entrenamiento de la tripulación.
La falta de materias primas en Italia significaba que tendrían grandes dificultades para construir nuevos barcos en el transcurso de la guerra. Por lo tanto, los activos que sí tenían fueron manejados con precaución por la Supermarina. Mientras que los comandantes aliados en el mar tenían un buen grado de autonomía y discreción para luchar con sus buques cuando las circunstancias lo permitían, los comandantes italianos tenían que consultar con su cuartel general antes de comprometer a sus fuerzas en un enfrentamiento que pudiera resultar en su pérdida. Esto condujo a retrasos en la toma de decisiones y acciones que se evitan, incluso cuando los italianos tenían una clara ventaja. Un ejemplo ocurrió durante la "Operación Sombreros", en la cual la Regia Marina tenía fuerzas superiores pero no pudo comprometerlas para aprovechar la oportunidad.
Otra desventaja clave fue en el apoyo a los convoy y las batallas de interceptación que dominaron las Batallas del Mediterráneo. Esto se debía a la ventaja de inteligencia que los británicos tenían en su sistema Ultra Intercept. Ultra proporcionó a la Armada Real británica información clave sobre las rutas de los convoyes, las horas de salida, la hora de llegada y la composición del convoy.
Los buques de guerra de la Regia Marina tenían una reputación general de estar bien diseñados. Aunque los buques de guerra italianos carecían de radar, esto se vio compensado en parte por el buen clima y gracias a los buenos telémetros ópticos y los sistemas de control de fuego.
La Marina italiana carecía de una sección aérea para la flota. El alto mando había razonado que dado que la armada italiana estaría operando únicamente en el Mediterráneo, sus buques nunca estarían lejos de un aeródromo, por lo que el tiempo y los recursos necesarios para desarrollar una fuerza aérea naval podrían dirigirse a otra parte. Esto resultó problemático en varias ocasiones. Aunque los italianos tenían los portaaviones Aquila y Sparviero en construcción al comienzo de la guerra, ninguno de los dos se completó. Por último, la falta de reservas naturales de petróleo y la subsiguiente escasez de petróleo impidieron amplias operaciones de la flota.

#### Mediterráneo
La Regia Marina y la Armada Real británica emprendieron una lucha de dos años y medio por el control del Mediterráneo. Los principales objetivos de la regia marina eran apoyar las fuerzas del Eje en el Norte de África, mientras que obstruían la vía de suministro de Alejandría y cortar el suministro a Malta. El mayor esfuerzo de la Royal navy fue mantener el suministro a las fuerzas militares y al pueblo de Malta, y en segundo lugar interceptar los envíos de convoyes a África del Norte. La primera acción importante ocurrió el 11 de noviembre de 1940 cuando el portaaviones británico HMS Illustrious lanzó dos oleadas de torpedos-bombarderos en un ataque sorpresa contra la flota italiana amarrada en la base naval de Tarento. La incursión llegó sin ser detectada, y tres acorazados fueron hundidos. Otra derrota importante se infligió a la Regia Marina en el cabo Matapan, donde la Royal Navy británica y la Royal Australian Navy interceptaron y destruyeron tres cruceros pesados (Zara, Pola y Fiume, todos de la misma clase) y dos destructores de clase Oriani en una emboscada nocturna, con la pérdida de más de 2300 marineros. Los Aliados obtenían intersecciones de Ultra, que descubrían los movimientos italianos, y el radar, les permitió ubicar las naves y usar sus armas a distancia y por la noche. Las mejores habilidades de reconocimiento aéreo del Fleet Air Arm de la Royal Navy británica y su estrecha colaboración con las unidades de superficie fueron otras de las principales causas de la debacle italiana.
El 19 de diciembre de 1941, los acorazados HMS Queen Elizabeth y HMS Valiant fueron hundidos en aguas poco profundas por minas de lapas plantadas por torpedos tripulados por italianos, lo que provocó la salida de ambos contendientes del conflicto durante casi dos años. Esta acción, que vino inmediatamente después de la pérdida del HMS Prince of Wales y el Repulse en el Mar del Sur de China, debilitó significativamente la resistencia de las fuerzas de superficie de la Armada Real británica, cosa que dificultó su desafío por control del Mediterráneo oriental.
En la noche del 19 de diciembre, la Fuerza K, compuesta por tres cruceros y cuatro destructores con base en Malta, se topó con un campo de minas italiano frente a Trípoli. En total, se perdieron 800 marineros, y la Fuerza K, que había estado efectivamente interceptando los convoyes del Eje, quedó fuera de combate. Esta serie de éxitos permitió a la Regia Marina alcanzar la supremacía naval en el Mediterráneo central. Junto con una intensa campaña de bombardeo contra Malta, las rutas de suministro del Eje desde el sur de Europa hasta el norte de África casi no fueron tocadas por la Marina Real Británica o sus aliados durante los próximos meses.
La flota italiana pasó a la ofensiva, bloqueando o atacando a tres grandes convoyes aliados con destino a Malta. Esto llevó a una serie de enfrentamientos navales, incluyendo la segunda batalla de Sirte en marzo de 1942, la Operación Arpón y la Operación Vigorosa (conocida como la "Batalla de mediados de junio") y la Operación Pedestal (la "Batalla de mediados de agosto"). Todos estos enfrentamientos fueron favorables para el Eje. A pesar de esta actividad, el único éxito real de la flota italiana fueron los ataques aéreos y de superficie contra el convoy Harpoon. Estos ataques hundieron varios buques de guerra aliados y dañaron a otros. Solo dos transportes de los seis originales en el convoy llegaron a Malta. Esta fue una victoria indiscutida del tamaño de un escuadrón para las fuerzas de superficie italianas en la Segunda Guerra Mundial.
A pesar de las fuertes pérdidas sufridas por los buques mercantes y las fuerzas de escolta del convoy Pedestal, el petróleo y los suministros traídos permitieron que la casi hambrienta isla de Malta continuara resistiendo. Con los desembarcos aliados en el norte de África, la Operación Antorcha, en noviembre de 1942, la suerte de la guerra se volvió contra los italianos. Sus convoyes marítimos fueron hostigados día tras día por la supremacía aérea y naval de los Aliados. La vía marítima entre Sicilia y Túnez se conocía como la "ruta de la muerte". Después de años de ida y vuelta, las fuerzas del Eje se vieron obligadas a rendirse en Túnez, poniendo fin a la campaña por el norte de África.
La Regia Marina tuvo un valiente buen desempeño en sus tareas de convoy en el norte de África, pero se mantuvo en desventaja técnica. Los barcos italianos dependían de la velocidad, pero podían ser dañados fácilmente por proyectiles o torpedos, debido a su blindaje relativamente delgado. El golpe fatal y final a la marina italiana fue la escasez de combustible.

#### Atlántico
Desde el 10 de junio de 1940, los submarinos de la Regia Marina tomaron parte en la batalla del Atlántico junto con los submarinos de la Kriegsmarine de la Alemania nazi. Los submarinos italianos tenían su base en Burdeos (Francia) en la base BETASOM. Aunque eran más adecuados para el mar Mediterráneo que para el océano Atlántico, los treinta y dos submarinos italianos que operaron en el Atlántico hundieron 109 barcos aliados por un total de 593.864 toneladas.
La Regia Marina incluso planeó un ataque en el puerto de Nueva York con submarinos enanos para diciembre de 1942, pero este plan se retrasó por muchas razones y nunca se llevó a cabo.

#### Mar Rojo
Inicialmente, las fuerzas italianas disfrutaron de un éxito considerable en el este de África. Desde el 10 de junio de 1940, la Marina Regia con su Flotilla del Mar Rojo, con sede en Massawa, Eritrea, representa una amenaza potencial para la navegación aliada al cruzar el Mar Rojo entre el Océano Índico y el Mar Mediterráneo. Esta amenaza aumentó en agosto de 1940 con la conquista italiana de la Somalilandia Británica, lo que permitió a los italianos el uso del puerto de Berbera; Sin embargo, en enero de 1941, las fuerzas británicas y de la Commonwealth lanzaron un exitoso contraataque en el este de África y desapareció la amenaza que representaba la Flotilla del Mar Rojo.

#### Mar negro
En mayo de 1942, a petición de Alemania, la Regia Marina desplegó cuatro lanchas motoras antisubmarinas de 24 toneladas (Motoscafo Anti Sommergibile, MAS), seis submarinos enanos clase CB, cinco lanchas torpederas y cinco lanchas motoras explosivas en el mar Negro. Los buques fueron transportados por tierra hasta el río Danubio en Viena, Austria, y luego transportados por agua a Constanza, Rumania. La flotilla tuvo una campaña activa y exitosa, con bases en Yalta y Feodosia.
Después de que Italia abandonó la guerra, la mayoría de las embarcaciones italianas en el Mar Negro fueron transferidas a la Kriegsmarine. En agosto de 1944, finalmente fueron capturadas por las fuerzas soviéticas cuando Constanza fue capturada. Los seis submarinos fueron transferidos a la Real Armada Rumana.

#### Lago Ladoga
La Regia Marina operó un escuadrón de cuatro barcos MAS en el lago Ladoga durante la guerra de continuación (1941-1944). Como parte del Destacamento Naval K, buques alemanes, italianos y finlandeses operaron contra cañoneras soviéticas, escoltas y buques de suministro durante el Sitio de Leningrado entre el 21 de junio y el 21 de octubre de 1942. Los buques italianos finalmente fueron entregados a Finlandia.

#### Extremo Oriente
La Regia Marina tenía una base naval en el territorio de concesión de Tiensin, en China. Las principales embarcaciones italianas con base en China eran el dragaminas Lepanto y la cañonera Carlotto. Durante la Segunda Guerra Mundial, barcos de suministro italianos, cruceros auxiliares y submarinos operaban en todas las aguas del Lejano Oriente, a menudo disfrazados. Los italianos también utilizaron instalaciones portuarias controladas por los japoneses como Shanghái, en China, y Kōbe, en Japón.
Siete submarinos italianos que operan desde Francia fueron convertidos por los italianos en "submarinos mercantes" con el fin de intercambiar productos comerciales raros o irreemplazables con Japón. 
Doce submarinos adicionales de transporte de clase R se diseñaron específicamente para el comercio con el Lejano Oriente, pero solo dos de estos buques se completaron antes de que Italia abandonara la guerra. Ambos submarinos fueron destruidos por la acción aliada casi tan pronto como fueron botados.

### Armisticio y nacimiento de la nueva armada italiana
En 1943, el dictador italiano Benito Mussolini fue depuesto y el nuevo gobierno italiano acordó un armisticio con los Aliados. Bajo los términos de este armisticio, la Regia Marina tuvo que navegar sus buques a puertos aliados. La mayoría navegó a Malta, pero una flotilla de La Spezia se dirigió hacia Cerdeña. Esta fue interceptada y atacada por un avión alemán y el acorazado Roma fue hundido por dos impactos de las bombas de planeo Fritz X. Entre los 1600 marineros muertos a bordo del Roma se encontraba el Comandante en jefe naval italiano, el almirante Carlo Bergamini.
A medida que los buques estuvieron disponibles para el nuevo gobierno italiano, la Marina de guerra co-beligerante italiana se formó para luchar del lado de los Aliados. Otros barcos fueron capturados en el puerto por los alemanes o hundidos por sus tripulaciones. Pocos equipos de Regia Marina optaron por luchar por el nuevo régimen fascista de Mussolini en el norte de Italia, la República Social Italiana (Repubblica Sociale Italiana, RSI). La marina nacional republicana proalemana de Mussolini (Marina Nazionale Repubblicana) apenas alcanzó el vigésimo tamaño alcanzado por la flota beligerante italiana.
En el período de Co-beligerancia, hasta el día "VE" (Victoria en Europa), los cruceros ligeros italianos participaron en la guerra naval en el Océano Atlántico con patrullas en contra de los alemanes. Pequeñas unidades navales (principalmente submarinos y torpederos) servían en el mar Mediterráneo. En los últimos días de la guerra, los líderes aliados debatieron sobre si los acorazados y cruceros italianos deberían participar en la guerra del Pacífico.
Después del final de las hostilidades, la Regia Marina inició un largo y complejo proceso de reconstrucción. Al comienzo de la guerra, la Regia Marina era la cuarta armada más grande del mundo con una mezcla de acorazados modernizados y nuevos. Las importantes contribuciones de combate de las fuerzas navales italianas después de la firma del armisticio con los Aliados el 8 de septiembre de 1943 y el posterior acuerdo de cooperación el 23 de septiembre de 1943 dejaron a la Regia Marina en malas condiciones. Gran parte de su infraestructura y bases estaban inutilizables y sus puertos minados y bloqueados por buques hundidos. Sin embargo, una gran cantidad de sus unidades navales habían sobrevivido a la guerra, aunque en un estado de baja eficiencia. Esto se debió al conflicto y la edad de muchos buques.
El 2 de junio de 1946, la monarquía italiana fue abolida por un referéndum popular. El Reino de Italia (Regno d'Italia) llegó a su fin y fue reemplazado por la República Italiana (Repubblica Italiana). La Regia Marina se convirtió en la Marina de la República Italiana (Marina Militare).
El 10 de febrero de 1947, se firmó un tratado de paz en París entre la República Italiana y los poderes victoriosos de la Segunda Guerra Mundial. El tratado fue oneroso para la Armada italiana. Además de las pérdidas territoriales y materiales, se impusieron las siguientes restricciones:
- Prohibición de poseer, construir o experimentar con armas atómicas, proyectiles de autopropulsión o lanzadores relacionados.
- Una prohibición de poseer acorazados, portaaviones, submarinos y unidades de asalto anfibio.
- Prohibición de operar instalaciones militares en las islas de Pantelleria y Pianosa; y las Islas Pelagias.
- El desplazamiento total, excluidos los acorazados, de la futura armada no debía ser mayor de 67 500 toneladas, mientras que el personal tenía un límite de 25 000 hombres.

El tratado también ordenó a Italia que pusiera una serie de buques a disposición de las naciones victoriosas, Estados Unidos, la Unión Soviética, Gran Bretaña, Francia, Grecia, Yugoslavia y Albania como compensación de guerra.

## Imágenes

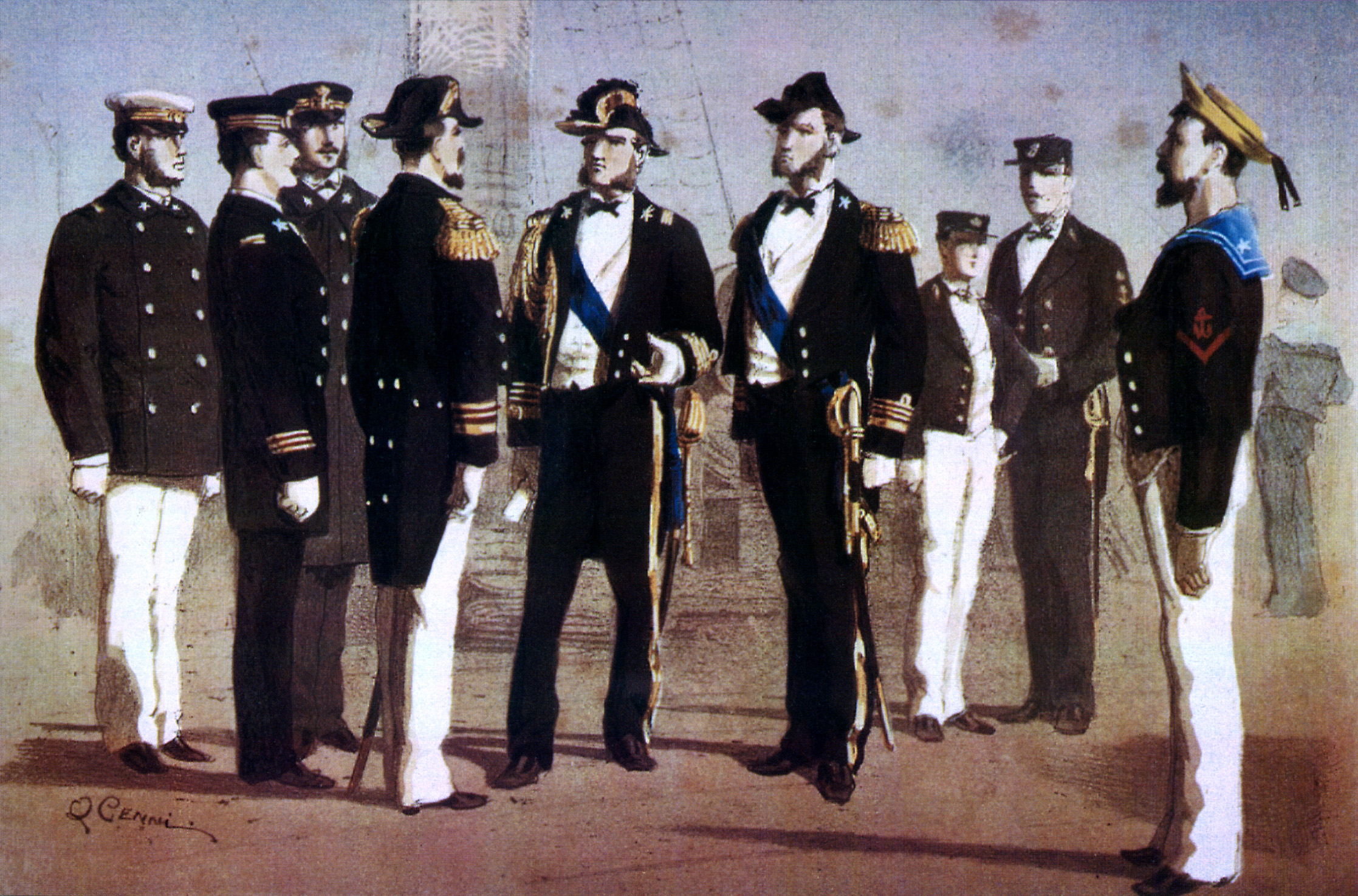
Uniformes de la marina 1873.

| Uniformes de la Regia Marina de 1909                                                          |                                                                                               |                                                                                              |
| [[File:Italy, 1904-1909 (NYPL b14896507-1528864).tiff\|285px\|alt={{{Alt\|{{{descripción}}}]] | [[File:Italy, 1904-1909 (NYPL b14896507-1528866).tiff\|288px\|alt={{{Alt\|{{{descripción}}}]] | [[File:Italy, 1904-1909 (NYPL b14896507-1528867).jpg\|285px\|alt={{{Alt\|{{{descripción}}}]] |